# Yakovlev Yak-19
Yakovlev Yak-19 là một máy bay tiêm kích của Liên Xô được phát triển sau chiến tranh thế giới II. Đây là máy bay đầu tiên của Yakovlev được chế tạo hoàn toàn từ kim loại. Chỉ có 2 mẫu thử nghiệm được chế tạo, và bay thử nghiệm vào năm 1947. Ngoài ra nó còn được biết đến trong tài liệu của tình báo Hoa Kỳ với tên gọi Type-7.

## Thiết kế và phát triển
Trong khi các mẫu máy bay Yak-15 và Yak-17 được thiết kế dựa trên loại tiêm kích động cơ van đẩy giống như Yak-3, thì Yak-19 lại được thiết kế với một mẫu hoàn toàn mới, đây là thành công của một sự phát triển mới của OKB Yakovlev. ĐỘng cơ phản lực loại RD-10F, động cơ phản lực đầu tiên trên thế giới có hệ thống đốt nhiên liệu lần 2, lực đẩy 1.100 kg, được phát triển ở TsAGI.
Người ta cho rằng Yak-19 và Republic XP-84 khá giống nhau về hình dạng bên ngoài. Nhưng hai chiếc máy bay này hoàn toàn khác nhau, Yak-19 nhỏ hơn XP-84 của Mỹ, có hệ thống điều tiết nhiên liệu trong thân máy bay. Mẫu thử nghiệm đầu tiên có tên gọi là Yak-19-I bay vào đầu năm 1947 với phi công thử nghiệm là Sergej Anochin. Mẫu thứ 2 có một sự thay đổi tại cánh nằm ngang ở đuôi và thêm vào thùng nhiên liệu. Cánh của Yak-19 cũng được sử dụng để thiết kế phát triển cho Yak-23. Yak-19 được trang bị 2 khẩu pháo 23 mm. Chương trình thử nghiệm Yak-19 kết thúc vào 21 tháng 8 năm 1947.
Yak-19 xuất hiện trước công chúng vào 3 tháng 8 năm 1947, tại Ngày hàng không Xô viết ở Tushino. Nó không được sản xuất hàng loạt do các kiểu thiết kế khác tốt hơn cũng xuất hiện vào thời gian này.

## Các phiên bản
Yak-19-I
Mẫu thử nghiệm đầu tiên.
Yak-19-II
Mẫu thử nghiệm thứ hai với một vài cải tiến.

## Quốc gia sử dụng
- Liên Xô
  - Không quân Xô viết

## Thông số kỹ thuật (Yak-19)

### Đặc điểm riêng
- Phi đoàn: 1
- Chiều dài: 8.36 m (27 ft 5 in)
- Sải cánh: 8.70 m (28 ft 7 in)
- Chiều cao: n/a

Yak-19

- Diện tích : 13.56 m² (145.96 ft²)
- Trọng lượng rỗng: 2.192 kg (4.832 lb)
- Trọng lượng cất cánh: 3.050 kg (6.724 lb)
- Trọng lượng cất cánh tối đa: n/a
- Động cơ: 1× Klimov RD-10F, 10.7 kN (2.405 lbf)

### Hiệu suất bay
- Vận tốc cực đại: 907 km/h trên 5.250 m
- Tầm bay: 550 km (340 miles) (895 km với thùng nhiên liệu phụ)
- Trần bay: 12.100 m (39.700 ft)
- Vận tốc lên cao: 20.8 m/s (4.094 ft/min)
- Lực nâng của cánh: n/a
- Lực đẩy/trọng lượng: n/a

### Vũ khí
- 2x pháo 23 mm Nudelman-Suranov NS-23, 150 viên đạn mỗi khẩu

## Nội dung liên quan

### Máy bay có cùng sự phát triển
- Yakovlev Yak-15
- Yakovlev Yak-17
- Yakovlev Yak-23

### Máy bay có tính năng tương đương
- Mikoyan-Gurevich MiG-9
- Lavochkin La-15